# Opuntia elongata
Opuntia elongata é uma espécie de planta com flor pertencente à família Cactaceae. 
A autoridade científica da espécie é (Willd.) Haw., tendo sido publicada em Suppl. Pl. Succ. 81. 1819.

## Portugal
Trata-se de uma espécie presente no território português, nomeadamente em Portugal Continental.
Em termos de naturalidade é introduzida na região atrás indicada.

## Protecção
Não se encontra protegida por legislação portuguesa ou da Comunidade Europeia.